# RealPlayer
RealPlayer — багатоплатформовий медіапрогравач від компанії RealNetworks. Перша версія програми була представлена в квітні 1995 року.

## Формати
Realaudio, MPEG, JPEG, GIF, WAV, AVI, Quicktime, ASF і інші.
Realaudio і Realplayer — це одні з основних елементів потокової музики в мережі. На відміну від усіх інших музичних форматів файлів, RA споконвічно був пристосований для одночасного завантаження на комп'ютер і програвання файлу. Тобто, не чекаючи повного скачування багатомегабайтного музичного фрагмента, користувач може спокійно прослуховувати цей фрагмент із гарною якістю й без затримок. Realplayer сам підбирає максимально можливу якість музики відповідно швидкості роботи свого інтернет-каналу. У форматі RA працюють практично всі сучасні інтернет-радіостанції. Їхня кількість постійно зростає й в Realplayer7 існує навіть вбудована панель із декількома десятками радіостанцій, розбитих на категорії Поп, Рок, Джаз, Класика, Новини і т. д. Можна вільно додавати або видаляти радіостанції в панелі. Рядок уведення, подібно до рядка введення Html-Броузерів, дозволяє вручну набрати адреси потрібної радіостанції. Ще одна панель RP зветься Канали. Канали можуть містити вже й телевізійні станції мережі. На відміну від радіомовлення, для перегляду відео потрібне могутніше з'єднання, на швидкості 28,8 kbs якісну, плавну картинку одержати не вдається, хоча звук іде цілком пристойний.
Не замикаючись на потокових технологіях, творці Realplayer забезпечили програмі можливість відтворювати інші типи мультимедіа файлів. Тут і MP3, і WAV, і Quicktime c AVI, і JPEG c GIF, і ультрамодний Flash, і інші формати. Realplayer є універсальною програмою прослуховування або перегляду для аудіо, відео й графічних файлів.

## Недоліки
- Відносно малі можливості плеєра, порівнянні з Windows Media Player.
- Підтримує малу кількість кодеків.
- Не підтримуються сучасні контейнери типу MKV, MP4, OGM.